# Peter Francis Stevens
Peter Francis Stevens es un botánico estadounidense nacido en 1944. Se desempeña como investigador en el Jardín Botánico de Misuri y como profesor de Biología en la Universidad de Misuri. Es uno de los miembros del denominado «grupo para la filogenia de las angiospermas» (en inglés Angiosperm Phylogeny Group, APG) que creó los sistemas de clasificación de plantas conocidos como APG I, APG II y APG III. Stevens mantiene un sitio web, llamado Angiosperm Phylogeny Website, el cual está hospedado por el Jardín Botánico de Misuri, que opera desde el 2001 y pone al día regularmente los más recientes estudios acerca de la filogenia de las angiospermas.

## Algunas publicaciones

### Libros
- -------, scott w. Brim. 1978. Generic limits in the tribe Cladothamneae (Ericaceae), and its position in the Rhododendroideae. Ed. Arnold Arboretum, Harvard University
- 1994. The development of biological systematics: Antoine-Laurent de Jussieu, nature, and the natural system. Ed. Columbia University Press. 616 pp. ISBN 0231064403
- ferdinand von Mueller, peter francis Stevens. 1997. The scientific savant in nineteenth century Australia. Volumen 11, N.º 3 de Historical records of Australian science. Ed. Australian Academy of Science. 174 pp.

## Algunas especies descriptas por Peter F. Stevens
familia Clusiaceae
- Bonnetia ahogadoi (Steyerm.) A.L.Weitzman & P.F.Stevens
- Bonnetia fasciculata P.F.Stevens & A.L.Weitzman
- Bonnetia rubicunda (Sastre) A.L.Weitzman & P.F.Stevens
- Calophyllum acutiputamen P.F.Stevens
- Calophyllum aerarium P.F.Stevens
- Calophyllum alboramulum P.F.Stevens
- Calophyllum andersonii P.F.Stevens

familia Ericaceae
- Agapetes prostrata P.F.Stevens
- Agapetes rubropedicellata P.F.Stevens
- Agapetes shungolensis P.F.Stevens
- Agapetes sleumeriana P.F.Stevens
- Dimorphanthera albida P.F.Stevens
- Dimorphanthera amplifolia (F.Muell.) P.F.Stevens
- Dimorphanthera angiliensis P.F.Stevens

familia Flacourtiaceae
- Ryparosa porcata P.F.Stevens

familia Lomandraceae
- género Romnalda P.F.Stevens
- Romnalda papuana (Lauterb.) P.F.Stevens

familia Meliaceae
- Chisocheton gliroides P.F.Stevens
- Chisocheton montanus P.F.Stevens

familia Myrsinaceae
- Tapeinosperma alatum D.E.Holland & P.F.Stevens

familia Thymelaeaceae
- Phaleria longituba P.F.Stevens
- Phaleria okapensis P.F.Stevens

familia Violaceae
- Rinorea belalongii P.F.Stevens
- Rinorea cinerea (King) Jarvie & P.F.Stevens
- La abreviatura «P.F.Stevens» se emplea para indicar a Peter Francis Stevens como autoridad en la descripción y clasificación científica de los vegetales.[1]